# 速水守久
速水 守久（はやみ もりひさ）は、安土桃山時代から江戸時代初期にかけての武将・大名。豊臣氏の家臣。

## 略歴
速水氏は近江国浅井郡速水城を拠点とする国人。
速水実政の子である時久の子として誕生。当初は浅井氏に仕えた。天正元年（1573年）、羽柴秀吉に仕え、近習組頭となる。小牧・長久手の戦い、小田原征伐などに歴戦し、文禄・慶長の役では肥前国名護屋城本丸広間番衆六番組頭を務めた。平時には秀吉の身辺警護にも当たった。奉行として検地などにも活躍し、1万5000石を拝領、後に4万石まで加増された。秀吉死後も秀頼に仕え、七手組頭兼検地（越前）奉行として活躍。旗本部隊の中核を担った七手組の一人となる。
慶長19年（1614年）、方広寺鐘銘問題が起こり、和平交渉に奔走した片桐且元が逆に内通を疑われるようになると、その調停に尽力する。結局且元は大坂城を退去させられ、その後も続いた豊臣家中の調停に努めた。大坂冬の陣が始まると、鴫野の戦いで上杉景勝の軍勢相手に奮戦。同様に大阪夏の陣では天王寺の戦いで真田信繁らと並んで藤堂高虎を敗走させるなど活躍したものの、大阪城に退却した。千姫教育係であった守久は千姫を無事に徳川陣屋に送り届け、徳川家康に秀頼らの助命を嘆願するものの聞き入れられることはなく、自害する秀頼の介錯（毛利勝永とする説も）を務め、殉死した。

## その他
- 夏の陣の天王寺・岡山での最終決戦（1615年5月7日）では遊軍として真田信繁隊の殿を勤めている。
- 天守閣が炎上、速水守久が先導して万が一の場合は、と打合せられていた山里曲輪の朱三矢倉へ、秀頼・茶々・千姫・大野治長ら側近30名程を誘導。千姫教育係であった守久は千姫を無事に徳川陣屋に送り届けた。徳川陣屋にて秀忠より褒美として馬具一式、槍、金を下賜されている[2]。

## 子孫
- 嫡男・守治が自ら馬に乗り敵の囮となっている隙に千姫を徳川陣屋に送り届けるが、守治は戦死。弟・伝吉は、守久の忠節を賞されて許されたという。
- 三男・保久、四男・貞久は、夏の陣の3年後、越後国村上藩主・堀直寄に引き取られ、村上城内で元服した後は速水藤右衛門、理右衛門を名乗った[3]。
- 子の出来丸は、古田織部の子・重広の処刑日と同じ日の慶長20年（1615年）12月27日に、江戸下谷の開禅寺で大野治長の子・弥十郎と共に処刑された。
- 父・時久の実弟・速水常久は、熊本細川藩家臣となった。
- 速水氏は細川京兆家の家系。上記の越後に移った末裔に実業家・高島嘉右衛門の番頭を務めた速水柳平がおり、現代まで子孫が続いている。
- 菩提寺は現在大阪和泉市にある願成寺である。